# 7. Jägerbrigade/Jagdkampf
Die 7. Jägerbrigade/Jagdkampf ist eine von zwei Jägerbrigaden, die einzige „leichte“ Brigade, des Bundesheeres der Republik Österreich.
Die Brigade besitzt in Teilen, mit dem Jägerbataillon 25, die Fähigkeit für Luftlandeoperationen und besteht aus 3.500 Soldaten in der Friedensorganisation und 5.500 Soldaten in der Einsatzorganisation. Sitz des Brigadekommandos ist die Georg Goess-Kaserne in Klagenfurt.

## Geschichte
Die heutige Brigade wurde 1956 als 7. Gebirgsbrigade mit dem Feldjägerbataillon 25, Jägerbataillon 26, Brigadeartillerieabteilung 7, Pionierbataillon 7 gegründet. Das Personal bestand überwiegend aus verschiedenen Grenzschutzabteilungen, die in das Bundesheer übernommen wurden und die Brigade wurde dem Gruppenkommando II in Graz unterstellt. Mit der Heeresgliederung 62 erfolgte die Umbenennung der Brigade in 7. Jägerbrigade und die Umgliederung als eine von sieben Einsatzbrigaden des Bundesheeres. 1963 erfolgte ein Unterstellungswechsel vom Korpskommando II in Salzburg zum Militärkommando Kärnten. Im Rahmen der Heeresreform 1978 wurde die Brigade in eine Landwehrbrigade und die unterstellten Verbände in Landwehrstammregimenter umgewandelt.
Im Jahre 1999 erfolgte die Neuaufstellung der 7. Jägerbrigade und die Unterstellung unter dem Korpskommando I in Graz. Bis heute wurden zahlreiche Umgliederungen der Brigade vorgenommen. Als letztes erfolgte die Auflösung des Artillerieregiment 2 im Jahre 2007 und des Aufklärungsbataillon 1 im Jahre 2008.
Mit der Bundesheerreform 2016 sollte die 7. Jägerbrigade fortan eng mit dem damals aus der 3. Panzergrenadierbrigade gebildeten Kommando Schnelle Einsätze zusammenzuarbeiten. Die Fähigkeiten der Brigade, wie die Möglichkeit von Luftlandungen, Aufklärung oder artilleristische Unterstützung, sollten dabei einen wichtigen Beitrag darstellen. Mit Wirkung zum 1. Oktober 2018 wurde das Kommando Schnelle Einsätze allerdings wieder aufgelöst und als Nachfolger die 3. Jägerbrigade erneut aufgestellt.
Mit Anfang November 2024 hat die 7. Jägerbrigade einen neuen Namen „7. Jägerbrigade/Jagdkampf“ und ein neues Erscheinungsbild erhalten mit einer neuen Barettfarbe: Beige. Die 7. Jägerbrigade wird gemäß dem Aufbauplan des Bundesheeres 2032+ zu einer hochmobilen und einsatzorientierten Einheit mit besonderen Fähigkeiten weiterentwickelt. Die Vision: Die Brigade soll künftig große Operationsräume von bis zu 150 × 150 km beherrschen und als militärische Einsatzkraft auf Boden und aus der Luft agieren können. Dieser Ansatz, geprägt durch eine hohe Aufklärungs- und Offensivkraft, stellt die Basis für den „Jagdkampf“ dar – ein Konzept, das auf die strategische Initiative durch eine datengesteuerte Einsatzführung setzt. Diese Fähigkeiten machen die 7. Jägerbrigade einzigartig im österreichischen Bundesheer und prägen die Umbenennung zur „Jägerbrigade/Jagdkampf“.
Brigadekommandanten:
- Brigadier Anton Holzinger 1956–1962
- Brigadier Julius Grund 1963–1973
- Korpskommandant Michael Annewanter 1974–1980
- Oberst Adolf Allmann 1980–1988
- Oberst Georg Goëss 1988–1996
- Oberstleutnant dG Alois Frühwirth 1996
- Brigadier Günter Polajnar 1997–2007
- Brigadier Thomas Starlinger 2007–2012
- Brigadier Gerhard Christiner 2012–2013
- Brigadier Jürgen Wörgötter 2013–2018
- Brigadier Josef Holzer 2018–2019
- Brigadier Horst Hofer seit April 2019

## Aufgaben und Organisation
Der Auftrag der Brigade ist die Militärische Landesverteidigung und die Hilfeleistung bei Katastrophen in Österreich sowie die Mitwirkung bei multinationalen Operationen im Ausland.
Unterstellt ist die Brigade heute direkt dem Streitkräftekommando in Graz und Salzburg. Ihr sind sechs Bataillone mit unterschiedlichen Aufgaben zugeordnet.
- Das Stabsbataillon 7 in Klagenfurt stellt die Führungsfähigkeit und die Logistik der Brigade sicher. Es besteht aus einer Fernmeldekompanie, ABC-Abwehrkompanie, sowie Versorgungs- und Instandsetzungskräften.
- Das Jägerbataillon 12 in Amstetten ist spezialisiert für den gemeinsamen Einsatz mit Panzern in bebautem Gebiet.
- Das Jägerbataillon 18 in Sankt Michael in Obersteiermark ist ein Verband mit Leichter Infanterie.
- Das Jägerbataillon 25 in Klagenfurt ist der einzige Luftlandeverband des Bundesheeres. Ein Teil der Soldaten ist zusätzlich im militärischen Fallschirmsprung ausgebildet.
- Das Aufklärungs- und Artilleriebataillon 7 in Feldbach stellt mit zwei Aufklärungskompanien und zwei Panzerhaubitzbatterien die Kampfunterstützungstruppen der Brigade.
- Das Pionierbataillon 1  in Villach stellt die Pionierunterstützung der Brigade sicher.

Die Brigade vereint damit klassische militärische Fähigkeiten mit modernster Technologie zur Informationsbeschaffung, insbesondere durch Drohnen.
Patenschaften gibt es mit der deutschen Luftlandebrigade 26 und Panzergrenadierbrigade 37 sowie der italienischen Alpini-Brigade Julia und der slowenischen 1. Infanteriebrigade.